# Ревийю, Шарль Жюль
Шарль Жюль Ревийю (январь 1821, Исудён — 17 ноября 1899, Монпелье) — французский историк, филолог и педагог, научный писатель.
Окончил высшую нормальную школу, в 1849 году получил степень доктора языкознания. Впоследствии получил учёное звание профессора истории в Версальском лицее, также преподавал в звании профессора литературы в ряде провинциальных учебных заведений, в том числе в Гренобле и Монпелье. Сотрудничал с рядом научных изданий, в том числе с «Revue historique de droit français», «étranger» и другими, для которых писал научные статьи.
Главные работы его авторства: «De l’arianisme» (Париж, 1850), «Etude sur l’histoire du colonat chez les Romains» (Париж, 1856), «Sur l’occupation de Grenoble au X siècle» (1860), «Les familles politiques d’Athènes et les gentes de Rome» (Париж, 1862), «Le clergé chrétien dans les campagnes» (Париж, 1864), «La prose française avant le XVII siècle» (1864), «Les questeurs urbains» (1865), «Les lettres, les idées et les moeurs pendant la première moitié du XVIII siècle» (Париж, 1865), «La littérature da moyen âge et le romantisme» (Париж, 1870).